# Romanian American Enterprise Fund
Romanian American Enterprise Fund (RAEF), numit și Fondul Româno-American de Investiții (FRAI) este un fond de investiții în domeniul private equity, având două sedii, unul la București iar celălalt la New York City.
Fondul a fost înființat de Președintele și de Congresul Statelor Unite ale Americii în 1994 și a fost capitalizat cu peste 60 de milioane USD, alocați de Agenția Statelor Unite pentru Dezvoltare Internațională.
A fost creat cu scopul de a sprijini initiațiva privată din România și oferit asistență pentru IMM-uri încă din anul 1996.
Din echipa de conducere a companiei face parte și Theodor Stolojan.
În timpul guvernului Adrian Năstase, FRAI a acordat consultanță pentru privatizarea societăților Distrigaz Nord, Distrigaz Sud, CEC, complexurile energetice Turceni, Rovinari și Craiova.
Sub guvernarea Tăriceanu, FRAI a acordat consultanță pentru alte patru privatizări: Romgaz și Electrica - filialele de distribuție de electricitate Transilvania Nord, Transilvania Sud și Muntenia Nord.
Compania a investit în România în companiile Policolor, Domo, Domenia, Estima și Motoractive.

## Istoric
Împreună cu Bulgarian-American Enterprise Fund, RAEF a înființat în anul 2005 fondul de investiții Balkan Accession Fund.
În octombrie 2007, compania a vândut participația de 9,3% din acțiunile Domo pentru suma de 7,75 milioane euro fondului de investiții Equest Investment Balkans.
În noiembrie 2007 a cumpărat 97% din capitalul companiei de microfinanțare Capa Finance Cluj pentru suma de 15 milioane de euro.
În luna iunie 2008, compania a vândut 33% din acțiunile Policolor pentru suma de 27,6 milioane euro.

## Critici
În anul 2006, FRAI a fost acuzat de influențarea funcționarilor și demnitarilor statului, carea au fost angajați ai firmei: Theodor Stolojan, Florin Georgescu, Mihai Cătuneanu (șeful OSPSI).
De asemenea, adjunctul OPSPI, Dorinel Mucea, zis „mâna lui Dan Ioan Popescu”, a fost partener de afaceri cu FRAI. Fondul și o firma a sa din paradisul fiscal cipriot au investit 2 milioane de dolari în TEC Miaco, unde erau asociați.
Daniel Nicolae, fost angajat al OPSPI, consilierul lui Mucea, era la acel moment director la FRAI, responsabil cu privatizarea Romgaz.
Alexandru Bining, fost director la RENEL - sucursalele Transilvania Nord, Transilvania Sud, Muntenia Nord erau în curs de privatizare cu ajutorul FRAI, unde Bining era director pentru energie și utilități.